# Beechcraft Premier I
Beechcraft Premier I je lahko 6-7 sedežno reaktivno poslovno letalo ameriškega proizvajalca Beechcraft (divizija od Hawker Beechcraft). Letalo je bilo zasnovano kot konkurent seriji Cessna CitationJetRazvoj letala se je začel leta 1994, projekt so oznanili na NBAA konvenciji septembra 1995. Prvi let je bil 22. december 1998.
Letalo je večinoma gajeno iz lahkih kompozitnih materialov, poganjata ga dva turboventilatorska motorja FJ44-2A. Modela Premier I in IA sta certicirana, da jih lahko leti samo en pilot. Verzija Premier II ima novejše motorje in povečan dolet, oktobra 2010 so ta model preimenovali v Hawker 200.

## Specifikacije (Premier I)
Podatki iz Jane's All The World's Aircraft 2003–2004; Jackson 2003, pp. 538–539
Splošne karakteristike
- Posadka: 1-2
- Število sedežev: 6-7 potnikov
- Dolžina: 46 ft 0 in (14,02 m)
- Razpon kril: 44 ft 6 in (13,56m)
- Višina: 15 ft 4 in (4,67 m)
- Površina kril: 247,0 sq ft (22,95 m²)
- Vitkost: 8,0:1
- Teža praznega letala: 7996 lb (3627 kg)
- Maks. vzletna teža: 12500 lb (5670 kg)
- Pogon letala: 2 × Williams FJ44-2A turbofan, 2300 lbf (10,23 kN) vsak

 Zmogljivost 
- Maks. hitrost: 530 mph (461 vozlov, 854 km/h) na višini 33000 ft (10060 m) (največja potovalna hitrost)
- Doseg: 1645 milj (1430 nmi, 2648 km) z enim pilotom in štirimi potniki
- Višina leta: 41000 ft (12500 m)